# Giorgi Margvelasvili
Giorgi Margvelasvili (grúz írással: გიორგი მარგველაშვილი; Tbiliszi, 1969. szeptember 4. –) grúziai politikus, akit a Grúz Álom nevű koalíció jelöltjeként 2013. október 27-én megválasztottak az ország elnökévé.

## Tanulmányai
Margvelasvili filozófia szakon végzett a Tbiliszi Állami Egyetemen 1992-ben, és 1996-ban doktori fokozatot szerzett ugyanitt. 1993–94-ben a Közép-európai Egyetemen végzett posztgraduális tanulmányokat szociológiából. 2000 és 2006 között, majd 2010-től 2012-ig ismét a Grúz Társadalomtudományi Intézet rektora volt.

## Pályafutása
2000 és 2006 között, majd 2010-től 2012-ig ismét a Grúz Társadalomtudományi Intézet rektora volt. 2012 októberétől 2013 júliusáig tudomány- és oktatásügyi miniszter volt Bidzina Ivanisvili kormányában. 2013 februárjában első miniszterelnök-helyettes lett.